# 小东镇
小东镇是中华人民共和国辽宁省锦州市黑山县下辖的一个镇。

## 行政区划
小东镇下辖以下村级行政区划单位：
小东分场生活区、铁北分场生活区、大黑山分场生活区、牧养分场生活区、新农村分场生活区、苗岗子分场生活区、刘马分场生活区、窝棚山分场生活区、酒花分场生活区、南窑分场生活区、小杜岗分场生活区、四家子分场生活区、二道分场生活区、马坨子分场生活区、钱屯分场生活区、孤山子分场生活区、六家子分场生活区、西刘分场生活区、范家分场生活区、大杜岗子分场生活区、大民分场生活区、稍户分场生活区、前欢分场生活区和钮坨子分场生活区。